# Komunistická strana Sovětského svazu

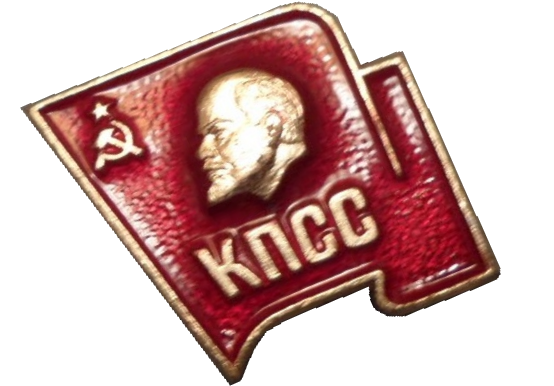
Znak KPSS

Sociálně demokratická dělnická strana Ruska (bolševiků) [SDDSR(b)], 1917–1918), Komunistická strana Ruska (bolševiků) [KSR(b)], 1918–1925), Všesvazová komunistická strana (bolševiků) [VKS(b)] – 1925–1952) a od XIX. sjezdu KSSS Komunistická strana Sovětského svazu (KSSS, 1952–1991), byla sovětská komunistická strana – (Коммунистическая партия Советского союза (КПСС).
Nejdříve, od roku 1903, existovala jako frakce uvnitř Ruské sociálně demokratické dělnické strany, po říjnové revoluci 1917 se stala nejsilnější politickou mocí v Sovětském svazu, kterou byla až do jeho zániku v roce 1991.

## Historie strany

### Frakce bolševiků
Bolševici vznikli jako neformální menšinová frakce levicové strany SDDSR na jejím II. sjezdu v roce 1903. Jednalo se o skupinu radikálních revolucionářů uvnitř marxistické sociální demokracie Ruska. Na pražském sjezdu v lednu 1912 se organizačně osamostatnili, přijali název Sociálně demokratická dělnická strana bolševiků, ale stále zůstávali formálně součástí jednotné Sociálně demokratické dělnické strany Ruska. Až po únorové revoluci v roce 1917 Leninovi stoupenci v srpnu 1917 formálně odešli ze strany a na slučovacím sjezdu s Trockého frakcí založili samostatnou stranu. Měla 23 600 členů. (Rusko v té době mělo 100 milionů obyvatel.) Členové této frakce byli později neoficiálně nazýváni „starou gardou“.

### Říjnová revoluce
V den Trockého narozenin (7. listopadu 1917) bolševici provedli v Petrohradu revoluci a získali moc v centrálním Rusku. Lenin vyzval rolníky, nejpočetnější část obyvatel Ruska, aby si sami zabrali půdu. Ti přestali volit SR a až do kolektivizace (19. února 1918 byl přijat zákon o socializaci půdy) podporovali SDDSR(b).
Lenin byl nucen vytvořit koaliční vládu SDDSR(b) a levých eserů. Dne 12. listopadu 1917 se konaly svobodné volby. Ze 707 mandátů získali SR (eseři, socialističtí agrárníci) 410, SDDSR(b) (komunisté) 175, KD (liberálové) 17, SDDSR (sociální demokraté) 16. Po prohraných volbách Lenin zamezil fungování parlamentu a prosadil vůdčí roli komunistické strany shora.
Dne 3. března 1918 uzavřela ruská vláda s Ústředními mocnostmi brestlitevský mír. Protože levicoví eseři s ním nesouhlasili, museli vládu opustit. V roce 1922 měla KSR(b) půl milionu členů.

## Vedení a hlavní orgány
V prvních letech existence ruské komunistické strany, předchůdkyně pozdější KSSS, stál v čele její první předseda a zároveň i její hlavní ideový vůdce Vladimir Iljič Lenin. Svou autokratickou moc zakládal především na své obrovské autoritě. V bolševickém Rusku však vystupoval z pozice předsedy rady lidových komisařů.
Skutečným nejvyšším stranickým vedením se staly dva výbory:
Politické byro (bolševiků) neboli politbyro, které ve svých rukou soustřeďovalo nejvyšší moc (zabývalo se řízením ekonomiky, zahraniční politiky, otázkami obrany a politickým řízením země). V letech 1952–1966 bylo nazýváno předsednictvo ÚV.
Organizační byro neboli orgbyro, které se zabývalo organizačními otázkami vedení strany, rozmísťování kádrů a obsazování klíčových funkcí. V roce 1952 bylo zrušeno a jeho pravomoci přešly na sekretariát ÚV.
Od počátku dvacátých let začal stále větší úlohu hrát sekretariát ÚV, který se skládal z tajemníků ÚV. Ti řídili samotný aparát ÚV (jednotlivá oddělení a správy). Aparát strany měl realizovat usnesení politbyra a orgbyra. Nejvýznamnějšími částmi stranického aparátu bylo agitačně-propagační oddělení, administrativní oddělení (řídilo KGB a armádu), oddělení stranických orgánů či oddělení s hospodářským zaměřením.

### Generální tajemník
Od roku 1922 stál v čele stranického aparátu generální tajemník, který stanul na špici mocenského uspořádání sovětského stranicko-státního systému. V ideálním případě se dařilo generálním tajemníkům získat do svých rukou i funkci ze státní správy. Tato praxe se později uplatňovala i v komunistických stranách v jiných zemích.
Josif Vissarionovič Stalin – od roku 1922 generální tajemník KSR(b) – VKS(b), po roce 1941 zakládal J. V. Stalin svou mocenskou pozici především na funkci předsedy rady lidových komisařů či od roku 1946 rady ministrů a ve stranickém aparátu se řadil mezi ostatní tajemníky až do své smrti v březnu 1953.
Georgij Maximilianovič Malenkov – Stalinův designovaný nástupce, zprvu řídil stranu jako její tajemník, ale od 14. března 1953 vykonával pouze funkci předsedy rady ministrů; ještě několik měsíců předsedal zasedáním předsednictva strany a byl pokládán za hlavního Stalinova dědice a nástupce, na jeho úkor se však nakonec prosadil Chruščov.
Nikita Sergejevič Chruščov – oficiálně odmítl post generálního tajemníka[zdroj?] a nechal se titulovat prvním tajemníkem. Po Stalinově smrti se stal jediným ze členů politbyra, který kromě předsednictva ÚV zasedal i v sekretariátu ÚV a tím pádem do svých rukou převzal řízení stranického aparátu. Ostatní přesunuli svou pozornost do resortů v sovětské vládě. V mocenském boji o nástupnictví se tak Chruščov v letech 1953–1957 prosadil jako nový vůdce strany a tím i státu. Od září 1953 do října 1964 vykonával funkci prvního tajemníka ÚV, vedle toho v letech 1958–1964 zároveň řídil i sovětský kabinet neboli radu ministrů.
Leonid Iljič Brežněv – v říjnovém převratu v roce 1964 společně se svými spojenci sesadil Chruščova. Předsednictvo ÚV se znovu přihlásilo k politice kolektivního vedení a rozdělení funkcí, prvním tajemníkem ÚV se stal L. I. Brežněv. Ten stál v čele strany následujících 18 let, kterých využil k upevňování svých pozic. V roce 1966 se nechal zvolit generálním tajemníkem ÚV. V roce 1977 převzal i on post ve státních orgánech – byl zvolen předsedou prezidia Nejvyššího sovětu SSSR. Tuto praktiku spojení funkce generálního tajemníka a oficiální hlavy státu praktikovali i jeho nástupci – Jurij Vladimirovič Andropov (1982–1984) a Konstantin Ustinovič Černěnko (1984–1985).
Michail Sergejevič Gorbačov – 1985–1991 nejprve byl zvolen generálním tajemníkem a v roce 1988 převzal i funkci předsedy prezidia Nejvyššího sovětu, kterou o rok později vyměnil za nově zavedený úřad prezidenta SSSR.

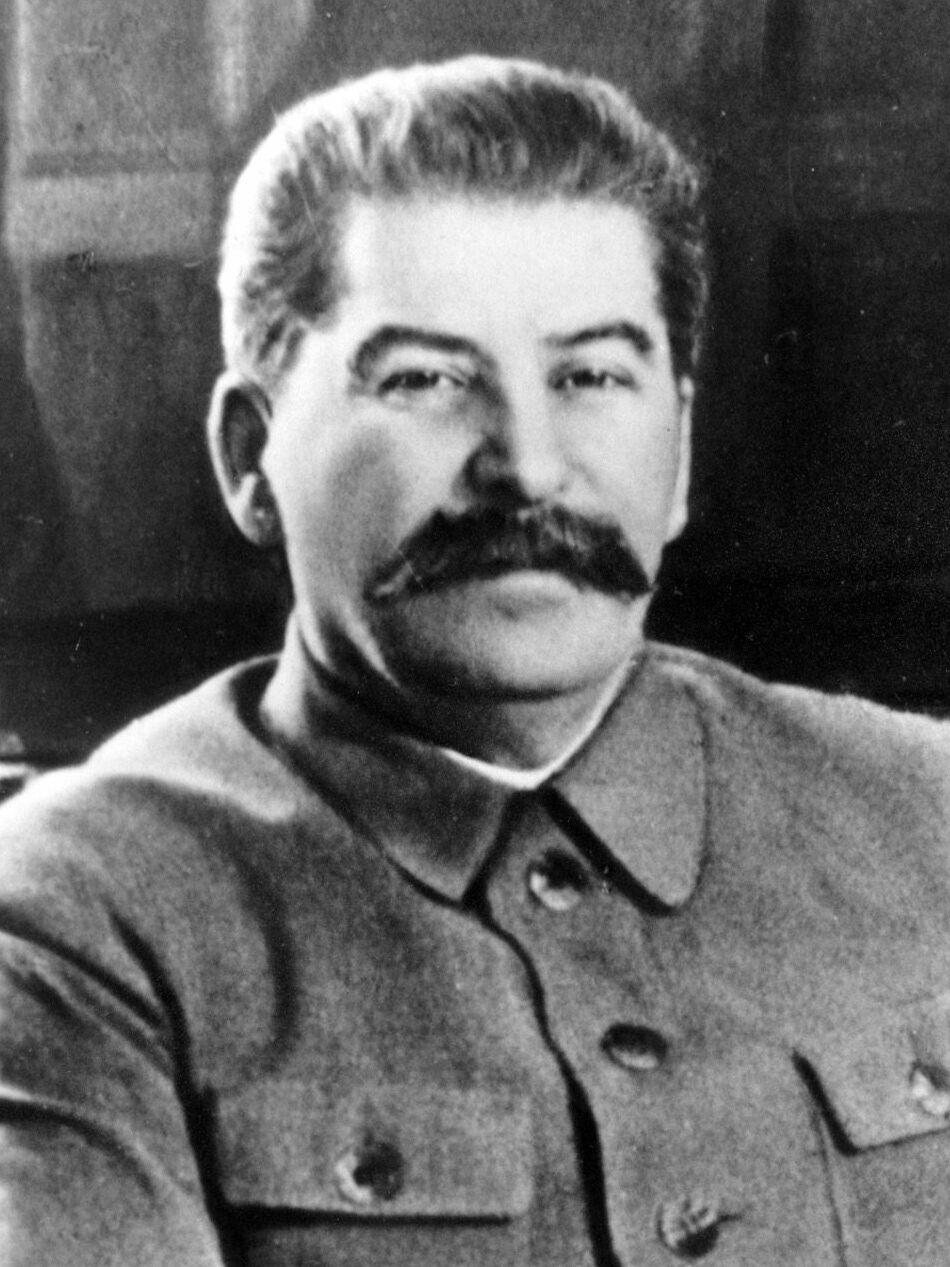
J. V. Stalin
G. M. Malenkov
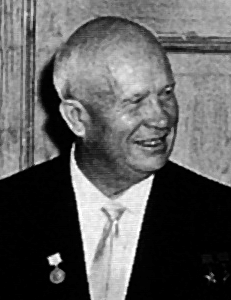
N. S. Chruščov
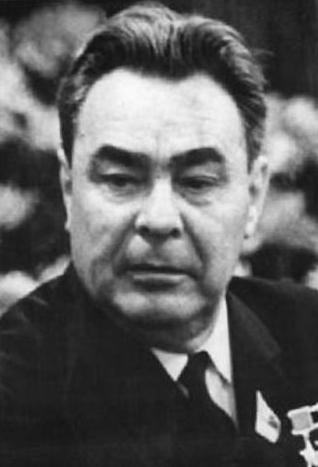
L. I. Brežněv
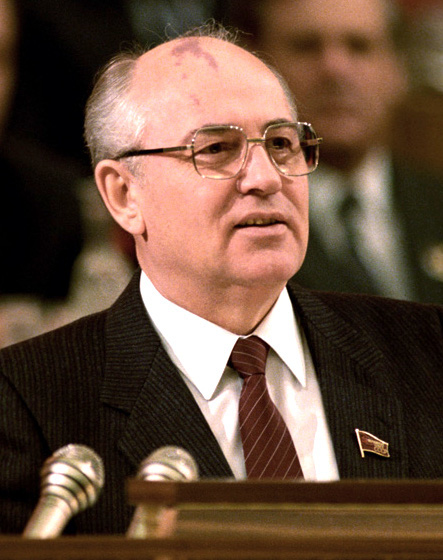
M. S. Gorbačov

## Přehled sjezdů KSSS a předchůdců
Význam zkratek:
- SDDSR – Sociálně demokratická dělnická strana Ruska
- KSR(b) – (Velká) komunistická strana Ruska (bolševiků)
- VKS(b) – Všesvazová komunistická strana (bolševiků)

| pořadí                 | název orgánu (zkratka) | rok  | místo          | počet delegátů | poznámka                                                                           |
| ---------------------- | ---------------------- | ---- | -------------- | -------------- | ---------------------------------------------------------------------------------- |
| I. sjezd               | SDDSR                  | 1898 | Minsk          | 9              | konal se ilegálně v utajení                                                        |
| II. sjezd              | SDDSR                  | 1903 | Brusel, Londýn | 51             | přesun do Londýna po zásahu belgické policie; vznikly frakce bolševiků a menševiků |
| III. sjezd             | SDDSR                  | 1905 | Londýn         | 24             |                                                                                    |
| IV. sjezd              | SDDSR                  | 1906 | Stockholm      | 112 + 22       |                                                                                    |
| V. sjezd               | SDDSR                  | 1907 | Londýn         | 300 + 38       |                                                                                    |
| VI. sjezd              | SDDSR(b)               | 1917 | Petrohrad      | 157 + 110      | první pouze bolševický sjezd                                                       |
| VII. (mimořádný) sjezd | KSR(b)                 | 1918 | Petrohrad      | 47 + 59        | první sjezd strany coby vládnoucího orgánu                                         |
| VIII. sjezd            | KSR(b)                 | 1919 | Moskva         | 301 + 102      |                                                                                    |
| IX. sjezd              | KSR(b)                 | 1920 | Moskva         | 553 + 162      |                                                                                    |
| X. sjezd               | KSR(b)                 | 1921 | Moskva         | 694 + 296      |                                                                                    |
| XI. sjezd              | KSR(b)                 | 1922 | Moskva         | 522 + 165      | poslední sjezd s účastí Lenina; J. V. Stalin zvolen generálním tajemníkem          |
| XII. sjezd             | KSR(b)                 | 1923 | Moskva         | 408 + 417      |                                                                                    |
| XIII. sjezd            | KSR(b)                 | 1924 | Moskva         | 748 + 416      | počátek roztržky mezi Stalinem a Trockým                                           |
| XIV. sjezd             | VKS(b)                 | 1925 | Moskva         | 665 + 641      |                                                                                    |
| XV. sjezd              | VKS(b)                 | 1927 | Moskva         | 898 + 771      | první sjezd po odstavení trockistů                                                 |
| XVI. sjezd             | VKS(b)                 | 1930 | Moskva         | 1268 + 891     |                                                                                    |
| XVII. sjezd            | VKS(b)                 | 1934 | Moskva         | 1225 + 736     | tzv. „Popravený sjezd“                                                             |
| XVIII. sjezd           | VKS(b)                 | 1939 | Moskva         | 1570 + 395     | první sjezd po Velké čistce                                                        |
| XIX. sjezd             | KSSS                   | 1952 | Moskva         | 1192 + 167     | konání sjezdu po nejdelší době; zazněl poslední Stalinův veřejný projev            |
| XX. sjezd              | KSSS                   | 1956 | Moskva         | 1356 + 80      | odhalení Stalinova kultu osobnosti                                                 |
| XXI. sjezd             | KSSS                   | 1959 | Moskva         | 1269 + 106     |                                                                                    |
| XXII. sjezd            | KSSS                   | 1961 | Moskva         | 4394 + 405     | poslední sjezd navštívený delegáty KS Číny (před čínsko-sovětským rozkolem)        |
| XXIII. sjezd           | KSSS                   | 1966 | Moskva         | 4619 + 323     | první sjezd brežněvovské éry; zahájena pravidelná 5letá perioda konání             |
| XXIV. sjezd            | KSSS                   | 1971 | Moskva         | 4963 + 102     |                                                                                    |
| XXV. sjezd             | KSSS                   | 1976 | Moskva         | 4998           |                                                                                    |
| XXVI. sjezd            | KSSS                   | 1981 | Moskva         | 4994           |                                                                                    |
| XXVII. sjezd           | KSSS                   | 1986 | Moskva         | 4993           | M. S. Gorbačov představuje perestrojku a glasnosť                                  |
| XXVIII. sjezd          | KSSS                   | 1990 | Moskva         | 4683           | poslední sjezd před rozpadem Sovětského svazu                                      |

Po formálním zániku KSSS roku 1991 vzniklo několik organizací prohlašujících se za její pokračovatele – obnovená „Komunistická strana Sovětského svazu“ založená roku 1992 nebo konkurenční Svaz komunistických stran – KSSS založený roku 1993 – které pořádají další vlastní sjezdy s navazujícím číslováním.